# Liên đoàn bóng đá Hungary
Liên đoàn bóng đá Hungary (MLSZ) (tiếng Hungary: Magyar Labdarúgó Szövetség) là tổ chức quản lý, điều hành các hoạt động bóng đá ở Hungary. Liên đoàn quản lý đội tuyển bóng đá quốc gia nam và nữ, tổ chức các giải bóng đá như vô địch quốc gia và cúp quốc gia. Liên đoàn bóng đá Hungary gia nhập FIFA năm 1907 và UEFA năm 1954.